# The Peacemaker (film 1910)
The Peacemaker è un cortometraggio muto del 1910 diretto da Van Dyke Brooke.

## Trama
Trama di Moving Picture World synopsis in (EN)  su IMDb

## Produzione
Il film fu prodotto dalla Vitagraph Company of America.

## Distribuzione
Distribuito dalla Vitagraph Company of America, il film - un cortometraggio in una bobina - uscì nelle sale cinematografiche statunitensi il 31 maggio 1910.